# Stud Brno
STUD Brno est une association tchèque LGBT  basée à Brno créée en 1996.

## Historique
L'association STUD est créé en 1996 en tant qu'organisation indépendante non gouvernementale et à but non lucratif (association civique), dont la mission est de soutenir la minorité gay, lesbienne, bisexuelle et transgenre et de viser l'égalité juridique et factuelle des droits LGBT. Le nom de l'organisation est l'abréviation de « students ». Le nom complet était à l'origine STUD-lgb et signifiait « étudiants lesbiennes, gays et bisexuels ».
STUD regroupe des personnes d'orientation homosexuelle et bisexuelle, ainsi que leurs alliés hétérosexuels.  STUD comptait une trentaine de membres début 2010. STUD est un groupe entièrement bénévole, à l'exception d'un membre du personnel rémunéré à mi-temps. STUD est membre de l'Association des organisations de citoyens gays et lesbiennes en République tchèque (SOHO) jusqu'à sa transformation en 2000. En 2003, le STUD est devenu membre constitutif de la Gay & Lesbian League (GLL).

## Activités
- Queer Ball - événement annuel de danse LGBT, nommé pour le prix bePROUD 2014 [3] (depuis 2013)[4]
- Mezipatra Queer Film Festival – anciennement appelé Duha nad Brnem (L'arc-en-ciel au-dessus de Brno) ; le festival annuel du film LGBT, organisé chaque novembre[5] soutenu par l'ambassade des États-Unis à Prague[6]. En 2009, le festival réunit 12 000 spectateurs à Brno et à Prague et projette une centaine de films[7] (depuis 2000).
- Queer Library - centre communautaire avec bibliothèque et archives LGBT [1] (depuis 2001)
- GaTe (Gay Teens) - un projet soutenant le processus de découverte de soi et d'acceptation de soi des adolescents gays. (depuis 2003)[8].
- pétition soutenant des changements législatifs pour l'adoption d'enfants de partenaires de même sexe (2010)[9].
- Light for AIDS - un événement annuel dans le cadre de la campagne mondiale International sur le  SIDA Candlelight Memorial[10] (1997–2003).